# Reinder Nummerdor
Reinder Aart (Reinder) Nummerdor (IJsselmuiden, 10 september 1976) is een Nederlands volleyballer. Hij nam vijf keer deel aan de Olympische Spelen, waarvan de laatste drie als beachvolleyballer.

## Biografie

### Jeugd
Hij begon in 1985 als jeugdspeler bij E.V.V. in Elburg. Daarna kwam hij uit voor Kuipers Zwolle ('93-'96), Piet Zoomers/Dynamo ('96-'98), Ravenna Volley (Italië) ('98-'00), Montichiari ('00-'02), Milan ('02-'03), Ferrara ('03-'04) en opnieuw Montichiari ('04-'06).

### Senioren
Nummerdor maakte zijn debuut in het Nederlands team op 3 mei 1995 tegen België. Met Oranje werd hij Europees kampioen in 1997. Vijfmaal deed hij mee aan de Olympische Spelen, in 2000 in Sydney en in 2004 in Athene in de zaal. De eerste keer haalden zij een vijfde plaats; vier jaar later werd Nederland in de groepswedstrijden uitgeschakeld. In 2008 en 2012 in Peking resp. Londen samen met Richard Schuil in het zand. In 2016 in Rio de Janeiro speelde hij met Christiaan Varenhorst.

### Beachvolleybal
Na 349 interlands richtte Nummerdor zijn aandacht op een andere tak van volleybal, het beachvolleybal. Samen met Richard Schuil won hij in mei 2007 het World Tour-toernooi in Bahrein. Ze waren hiermee het eerste Nederlandse koppel met een World Tour overwinning in de 20 jaar dat de World Tour bestaat. Mede hierdoor plaatsten zij zich voor de Olympische Spelen 2008, in Peking.
In 2008, 2009 en 2010 werd Nummerdor samen met Schuil Europees kampioen. Het duo bereikte bij de WK 2009 in Stavanger de zestiende finales. In juli 2012 hadden beide spelers 9 FIVB Worldtourtoernooien gewonnen waaronder 2 Grand Slam toernooien. Op de Olympische ranking namen zij een vijfde plaats in en daarmee was plaatsing voor de Olympische Spelen van 2012 in Londen als groepshoofd zeker. In Londen bereikten ze de vierde plaats.
In januari 2014 nam Richard Schuil afscheid van het beachvolleybal met een overwinning met Reinder Nummerdor in de finale van de Nederlandse kampioenschappen indoor.

Reinder vormde een nieuw duo met Christiaan Varenhorst (212 cm lang). Ze waren de besten in Bakoe op de Europese tour september 2014 en wonnen twee weken later het Grand Slam-toernooi van São Paulo. Besloten werd toen om samen door te gaan tot en met de Olympische Spelen in Rio de Janeiro 2016. Ook het laatste beachvolleybaltoernooi van de World Tour 2014, het Mangaung Open in Bloemfontein te Zuid-Afrika, hebben ze op hun naam gebracht op 14 december.

Op 4 januari 2015 won het beachvolleybalkoppel Nummerdor-Varenhorst in The Beach te Aalsmeer het NK Beachvolleybal indoor.
Op het WK 2015 in Nederland verloren ze op 5 juli de finale van het Braziliaanse duo Cerutti/Schmidt, na 5 matchpoints zelf te hebben gecreëerd, op de Hofvijver in Den Haag en wonnen een zilveren medaille.
Op het EK Beachvolleybal 2015 te Klagenfurt wonnen Nummerdor/Varenhorst op 2 augustus de bronzen medaille na een overwinning op Brouwer/Meeuwsen (winnaars van de WK Beachvolleybal 2013).
Op 29 mei 2016 wonnen ze het Grand-Slam Beachvolleybal te Moskou de finale van de Braziliaanse wereldkampioenen Alison Cerutti en Bruno Oscar Schmidt in 21-19, 7-21 en 17-15, waarvan ze in Den Haag 2015 van verloren hadden. In deze finale misten Cerutti/Schmidt in de derde set 4 matchpoints.

### Privé
Nummerdor is getrouwd met volleybalster Manon Flier op 14 juni 2014. Ze kregen in 2016 een dochter en in 2019 een zoon.